# Myrianthus cuneifolius
Myrianthus cuneifolius är en nässelväxtart som först beskrevs av Adolf Engler, och fick sitt nu gällande namn av Adolf Engler. Myrianthus cuneifolius ingår i släktet Myrianthus och familjen nässelväxter. Inga underarter finns listade i Catalogue of Life.